# Elaeocarpus pentadactylus
Elaeocarpus pentadactylus är en tvåhjärtbladig växtart som beskrevs av Schlechter. Elaeocarpus pentadactylus ingår i släktet Elaeocarpus och familjen Elaeocarpaceae. Inga underarter finns listade i Catalogue of Life.